# Real Rincon
Maillots
Le Sport Vereniging Real Rincon, plus communément appelée le Real Rincon, est un club de football bonairien basé dans la ville de Rincon dans l'île de Bonaire.

## Palmarès
- Championnat de Bonaire (15)
  - Champion : 1972, 1973, 1979, 1986, 1996, 1997, 2003, 2004, 2014, 2017, 2018 et 2019, 2021, 2022, 2024.
  - Vice-champion : 1969, 1975, 1976, 1976-1977, 1978, 1981, 1984, 1991, 2001, 2002, 2007, 2008, 2009, 2010 et 2013.
- Championnat des Antilles néerlandaises
  - Finaliste : 1974, 1997 et 2010.